# فولفغانغ يلش
فولفغانغ يلش (بالألمانية: Wolfgang Welsch)‏ (و. 1946  م) هو فيلسوف، وتربوي، وأستاذ جامعي ألماني.

## جوائز
حصل على جوائز منها:

جائزة أبحاث ماكس بلانك ‏ (1992)